# Portugália a 2020. évi nyári olimpiai játékokon
Portugália a japán Tokióban megrendezett 2020. évi nyári olimpiai játékok egyik részt vevő nemzete volt. Az országot 17 sportágban 92 sportoló képviselte, akik összesen 4 érmet szereztek.

## Érmesek
| Érem  | Versenyző        | Sportág    | Versenyszám        |
| ----- | ---------------- | ---------- | ------------------ |
| Arany | Pedro Pichardo   | Atlétika   | Férfi hármasugrás  |
| Ezüst | Patrícia Mamona  | Atlétika   | Női hármasugrás    |
| Bronz | Jorge Fonseca    | Cselgáncs  | Férfi félnehézsúly |
| Bronz | Fernando Pimenta | Kajak-kenu | Férfi K-1 1000 m   |

## Asztalitenisz
Férfi
| Versenyző                                   | Versenyszám | 64-es főtábla       | 48-as főtábla     | 32-es főtábla        | Nyolcaddöntő            | Negyeddöntő | Elődöntő | Döntő   | Hely    |
| ------------------------------------------- | ----------- | ------------------- | ----------------- | -------------------- | ----------------------- | ----------- | -------- | ------- | ------- |
| Tiago Apolónia                              | Egyes       | Omotayo (NGR) · 4-0 | Kamal (IND) · 2-4 | kiesett              | kiesett                 | kiesett     | kiesett  | kiesett | kiesett |
| Marcos Freitas                              | Egyes       |                     |                   | Habesohn (AUT) · 4-3 | Fan (CHN) · 1-4         | kiesett     | kiesett  | kiesett | kiesett |
| Tiago Apolónia Marcos Freitas João Monteiro | Csapat      |                     |                   |                      | Németország (GER) · 0-3 | kiesett     | kiesett  | kiesett | kiesett |

Női
| Versenyző  | Versenyszám | 64-es főtábla         | 48-as főtábla         | 32-es főtábla   | Nyolcaddöntő | Negyeddöntő | Elődöntő | Döntő   | Hely    |
| ---------- | ----------- | --------------------- | --------------------- | --------------- | ------------ | ----------- | -------- | ------- | ------- |
| Fu Yu      | Egyes       |                       | Mukherjee (IND) · 4-0 | Ito (JPN) · 1-4 | kiesett      | kiesett     | kiesett  | kiesett | kiesett |
| Shao Jieni | Egyes       | Kaellberg (SWE) · 4-3 | Yu Mengyu (SGP) · 0-4 | kiesett         | kiesett      | kiesett     | kiesett  | kiesett | kiesett |

## Atlétika
Férfi
| Versenyző          | Versenyszám     | Előfutam | Előfutam | Előfutam | Elődöntő | Elődöntő | Elődöntő | Döntő   | Döntő    |
| Versenyző          | Versenyszám     | Idő      | Hely.    | Össz.    | Idő      | Hely.    | Össz.    | Idő     | Helyezés |
| ------------------ | --------------- | -------- | -------- | -------- | -------- | -------- | -------- | ------- | -------- |
| Carlos Nascimento  | 100 m           | 10.37    | 7        | 45.      | kiesett  | kiesett  | kiesett  | kiesett | kiesett  |
| Ricardo dos Santos | 400 m           | 46.83    | 7        | 39.      | kiesett  | kiesett  | kiesett  | kiesett | kiesett  |
| João Vieira        | 50 km gyaloglás |          |          |          |          |          |          | 3:51:28 | 5        |

| Versenyző      | Versenyszám | Selejtező | Selejtező | Döntő    | Döntő    |
| Versenyző      | Versenyszám | Eredmény  | Helyezés  | Eredmény | Helyezés |
| -------------- | ----------- | --------- | --------- | -------- | -------- |
| Francisco Belo | Súlylökés   | 20.58 m   | 16        | kiesett  | kiesett  |
| Nelson Évora   | Hármasugrás | 15.39 m   | 27        | kiesett  | kiesett  |
| Tiago Pereira  | Hármasugrás | 16.71 m   | 16        | kiesett  | kiesett  |
| Pedro Pichardo | Hármasugrás | 17.71 m   | 1         | 17.98 m  | Arany    |

Női
| Versenyző          | Versenyszám     | Előfutam | Előfutam | Előfutam | Elődöntő | Elődöntő | Elődöntő | Döntő         | Döntő         |
| Versenyző          | Versenyszám     | Idő      | Hely.    | Össz.    | Idő      | Hely.    | Össz.    | Idő           | Helyezés      |
| ------------------ | --------------- | -------- | -------- | -------- | -------- | -------- | -------- | ------------- | ------------- |
| Lorene Bazolo      | 100 m           | 11.31    | 4        | 25.      | kiesett  | kiesett  | kiesett  | kiesett       | kiesett       |
| Lorene Bazolo      | 200 m           | 23.21    | 2        | 26.      | 23.20    | 7        | 20.      | kiesett       | kiesett       |
| Cátia Azevedo      | 400 m           | 51.26    | 3        | 15.      | 51.32    | 7        | 17.      | kiesett       | kiesett       |
| Salomé Afonso      | 1500 m          | 4:10.80  | 13       | 37.      | kiesett  | kiesett  | kiesett  | kiesett       | kiesett       |
| Marta Pen          | 1500 m          | 4:07.33  | 10       | 27.      | 4:04.15  | 10       | 19.      | kiesett       | kiesett       |
| Sara Moreira       | Maraton         |          |          |          |          |          |          | nem ért célba | nem ért célba |
| Catarina Ribeiro   | Maraton         | 2:55:01  | 70       |          |          |          |          |               |               |
| Carla Salomé Rocha | Maraton         | 2:34:52  | 30       |          |          |          |          |               |               |
| Ana Cabecinha      | 20 km gyaloglás | 1:34:08  | 20       |          |          |          |          |               |               |

| Versenyző       | Versenyszám   | Selejtező | Selejtező | Döntő    | Döntő    |
| Versenyző       | Versenyszám   | Eredmény  | Helyezés  | Eredmény | Helyezés |
| --------------- | ------------- | --------- | --------- | -------- | -------- |
| Liliana Cá      | Diszkoszvetés | 62.85 m   | 8         | 63.93 m  | 5        |
| Irina Rodrigues | Diszkoszvetés | 57.03 m   | 25        | kiesett  | kiesett  |
| Auriol Dongmo   | Súlylökés     | 18.80 m   | 8         | 19.57 m  | 4        |
| Patrícia Mamona | Hármasugrás   | 14.54 m   | 4         | 15.01 m  | Ezüst    |
| Evelise Veiga   | Hármasugrás   | 13.93 m   | 19        | kiesett  | kiesett  |

## Cselgáncs
Férfi
| Versenyző     | Versenyszám  | 32-es főtábla              | Nyolcaddöntő            | Negyeddöntő            | Elődöntő          | Vigaszág elődöntő | Döntő/BM               | Helyezés |
| ------------- | ------------ | -------------------------- | ----------------------- | ---------------------- | ----------------- | ----------------- | ---------------------- | -------- |
| Anri Egutidze | Váltósúly    | Borchashvili (AUT) · 00-01 | kiesett                 | kiesett                | kiesett           | kiesett           | kiesett                | kiesett  |
| Jorge Fonseca | Félnehézsúly |                            | Nikiforov (BEL) · 10-00 | Iljaszov (ROC) · 01-00 | Cso (KOR) · 00-01 |                   | El Nahas (CAN) · 01-00 | Bronz    |

Női
| Versenyző        | Versenyszám  | 32-es főtábla                | Nyolcaddöntő            | Negyeddöntő            | Elődöntő | Vigaszág elődöntő    | Döntő/BM                 | Helyezés |
| ---------------- | ------------ | ---------------------------- | ----------------------- | ---------------------- | -------- | -------------------- | ------------------------ | -------- |
| Catarina Costa   | Légsúly      | Gurbanli (AZE) · 01-00       | Li Janan (CHN) · 10-00  | Bilogyid (UKR) · 00-10 |          | Pareto (ARG) · 01-00 | Mönkhbatyn (MGL) · 00-10 | 5.       |
| Joana Ramos      | Harmatsúly   | Delgado (USA) · 00-10        | kiesett                 | kiesett                | kiesett  | kiesett              | kiesett                  | kiesett  |
| Telma Monteiro   | Könnyűsúly   | Dabonne (CIV) · 10-00        | Kowalczyk (POL) · 00-10 | kiesett                | kiesett  | kiesett              | kiesett                  | kiesett  |
| Bárbara Timo     | Középsúly    | Drysdale Daley (JAM) · 10-00 | Matic (CRO) · 00-10     | kiesett                | kiesett  | kiesett              | kiesett                  | kiesett  |
| Patrícia Sampaio | Félnehézsúly | León (VEN) · 10-00           | Wagner (GER) · 00-10    | kiesett                | kiesett  | kiesett              | kiesett                  | kiesett  |
| Rochele Nunes    | Nehézsúly    | Mojica (PUR) · 01-00         | Ortiz (CUB) · 00-01     | kiesett                | kiesett  | kiesett              | kiesett                  | kiesett  |

## Evezés
| Versenyző                | Versenyszám              | Előfutam | Előfutam | Vigaszág | Vigaszág | Elődöntő | Elődöntő | Elődöntő | Döntő | Döntő   | Döntő | Helyezés |
| Versenyző                | Versenyszám              | Idő      | Hely.    | Idő      | Hely.    | Típus    | Idő      | Hely.    | Típus | Idő     | Hely. | Helyezés |
| ------------------------ | ------------------------ | -------- | -------- | -------- | -------- | -------- | -------- | -------- | ----- | ------- | ----- | -------- |
| Afonso Costa Pedro Fraga | Férfi könnyűsúlyú kétpár | 6:44.09  | 3        | 6:39.95  | 4        |          |          |          | C     | 6:24.44 | 1.    | 13.      |

## Gördeszkázás
| Versenyző       | Versenyszám        | Selejtező | Selejtező | Döntő    | Döntő |
| Versenyző       | Versenyszám        | Eredmény  | Hely      | Eredmény | Hely  |
| --------------- | ------------------ | --------- | --------- | -------- | ----- |
| Gustavo Ribeiro | Férfi egyéni utcai | 32.66     | 8         | 15.05    | 8     |

## Hullámlovaglás
| Versenyző        | Versenyszám | 1. forduló   | Hely         | 2. forduló   | Hely         | 3. forduló               | Negyeddöntő                 | Elődöntő     | Döntő        | Helyezés     |
| ---------------- | ----------- | ------------ | ------------ | ------------ | ------------ | ------------------------ | --------------------------- | ------------ | ------------ | ------------ |
| Frederico Morais | Férfi       | visszalépett | visszalépett | visszalépett | visszalépett | visszalépett             | visszalépett                | visszalépett | visszalépett | visszalépett |
| Teresa Bonvalot  | Női         | 9.80         | 2            |              |              | Lima (BRA) · 7.50–12.17  | kiesett                     | kiesett      | kiesett      | kiesett      |
| Yolanda Hopkins  | Női         | 9.24         | 4            | 12.23        | 1            | Defay (FRA) · 10.84–9.40 | Buitendag (RSA) · 5.46–9.50 | kiesett      | kiesett      | kiesett      |

## Kajak-kenu

#### Szlalom
| Versenyző      | Versenyszám | Selejtező | Selejtező | Selejtező | Selejtező | Selejtező     | Selejtező     | Elődöntő | Elődöntő | Döntő   | Döntő    |
| Versenyző      | Versenyszám | 1. futam  | 1. futam  | 2. futam  | 2. futam  | Jobb eredmény | Jobb eredmény | Elődöntő | Elődöntő | Döntő   | Döntő    |
| Versenyző      | Versenyszám | Pont      | Hely.     | Pont      | Hely.     | Pont          | Hely.         | Pont     | Hely.    | Pont    | Helyezés |
| -------------- | ----------- | --------- | --------- | --------- | --------- | ------------- | ------------- | -------- | -------- | ------- | -------- |
| Antoine Launay | Férfi K-1   | 95.68     | 10        | 93.50     | 11        | 93.50         | 12            | 98.88    | 11       | kiesett | kiesett  |

#### Gyorsasági
Férfi
| Versenyző                                                | Versenyszám | Előfutam | Előfutam | Negyeddöntő | Negyeddöntő | Elődöntő | Elődöntő | Döntő | Döntő    | Döntő    | Helyezés |
| Versenyző                                                | Versenyszám | Idő      | Hely.    | Idő         | Hely.       | Idő      | Hely.    | Típus | Idő      | Helyezés | Helyezés |
| -------------------------------------------------------- | ----------- | -------- | -------- | ----------- | ----------- | -------- | -------- | ----- | -------- | -------- | -------- |
| Fernando Pimenta                                         | K-1 1000 m  | 3:40.323 | 1        |             |             | 3:22.942 | 1        | A     | 3:22.478 | 3.       | Bronz    |
| Messias Baptista João Ribeiro Emanuel Silva David Varela | K-4 500 m   | 1:25.515 | 5        | 1:24.325    | 4           | 1:25.268 | 4        | A     | 1:25.324 | 8.       | 8.       |

Női
| Versenyző         | Versenyszám | Előfutam | Előfutam | Negyeddöntő | Negyeddöntő | Elődöntő | Elődöntő | Döntő   | Döntő    | Döntő    | Helyezés |
| Versenyző         | Versenyszám | Idő      | Hely.    | Idő         | Hely.       | Idő      | Hely.    | Típus   | Idő      | Helyezés | Helyezés |
| ----------------- | ----------- | -------- | -------- | ----------- | ----------- | -------- | -------- | ------- | -------- | -------- | -------- |
| Teresa Portela    | K-1 200 m   | 42.050   | 2        |             |             | 39.301   | 6        | B       | 39.562   | 1.       | 10.      |
| Teresa Portela    | K-1 500 m   | 1:48.727 | 2        |             |             | 1:52.557 | 2        | A       | 1:55.814 | 7        | 7.       |
| Joana Vasconcelos | K-1 500 m   | 1:57.513 | 5        | 1:56.622    | 6           | kiesett  | kiesett  | kiesett | kiesett  | kiesett  | kiesett  |
| Joana Vasconcelos | K-1 200 m   | 43.059   | 5        | 43.379      | 4           | kiesett  | kiesett  | kiesett | kiesett  | kiesett  | kiesett  |

## Kerékpározás

#### Országúti-kerékpározás
| Versenyző       | Versenyszám           | Idő      | Helyezés |
| --------------- | --------------------- | -------- | -------- |
| João Almeida    | Férfi mezőny          | 6:09:04  | 13       |
| João Almeida    | Férfi egyéni időfutam | 58:33.97 | 16       |
| Nelson Oliveira | Férfi egyéni időfutam | 58:59.22 | 21       |
| Nelson Oliveira | Férfi mezőny          | 6:15:38  | 41       |

#### Pályakerékpározás
| Versenyző     | Versenyszám | Scratch | Scratch | Tempo verseny | Tempo verseny | Kieséses verseny | Kieséses verseny | Pontverseny | Pontverseny | Össz. pont | Hely |
| Versenyző     | Versenyszám | Hely    | Pont    | Hely          | Pont          | Hely             | Pont             | Hely        | Pont        | Össz. pont | Hely |
| ------------- | ----------- | ------- | ------- | ------------- | ------------- | ---------------- | ---------------- | ----------- | ----------- | ---------- | ---- |
| Maria Martins | Női omnium  | 6       | 30      | 8             | 26            | 5                | 32               | 5           | 7           | 95         | 7    |

#### Hegyi-kerékpározás
| Versenyző      | Versenyszám      | Idő     | Helyezés |
| -------------- | ---------------- | ------- | -------- |
| Raquel Queirós | Női terepverseny | 1:27:46 | 27       |

## Kézilabda
Játékoskeret
| Portugál férfi kézilabdacsapat-játékoskeret                                                                                      | Portugál férfi kézilabdacsapat-játékoskeret                                                                          |
| --- | --- |
| - Pedro Portela - Gilberto Duarte - Victor Iturriza - João Ferraz - Miguel Martins - Rui Silva - Daymaro Salina - Humberto Gomes | - Alexis Borges - Diogo Branquinho - António Areia - André Gomes - Gustavo Capdeville - Luís Frade - Fábio Magalhães |

Eredmények
Csoportkör
| Hely. | Csapat           | M | Gy | D | V | G+  | G–  | Gk  | P | Továbbjutás |
| ----- | ---------------- | - | -- | - | - | --- | --- | --- | - | ----------- |
| 1.    | Dánia (DEN)      | 5 | 4  | 0 | 1 | 174 | 139 | +35 | 8 | Negyeddöntő |
| 2.    | Egyiptom (EGY)   | 5 | 4  | 0 | 1 | 154 | 134 | +20 | 8 | Negyeddöntő |
| 3.    | Svédország (SWE) | 5 | 4  | 0 | 1 | 144 | 142 | +2  | 8 | Negyeddöntő |
| 4.    | Bahrein (BRN)    | 5 | 1  | 0 | 4 | 129 | 149 | −20 | 2 | Negyeddöntő |
| 5.    | Portugália (POR) | 5 | 1  | 0 | 4 | 143 | 156 | −13 | 2 |             |
| 6.    | Japán (JPN) (R)  | 5 | 1  | 0 | 4 | 146 | 170 | −24 | 2 |             |

1. 1 2 3  Dánia 2 pont, +2 gk; Egyiptom 2 pont, 0 gk, Svédország 2 pont, −2 gk
2. 1 2 3  Bahrein 2 pont, +1 gk; Portugália 2 pont, 0 gk, Japán 2 pont, −1 gk

| 2021. július 24. 19:30 (12:30) | Portugália (POR) | 31–37       | Egyiptom (EGY) | Jojogi Nemzeti Sportcsarnok, Tokió Játékvezetők: Nikolov, Nachevski (MKD) |
| 2021. július 24. 19:30 (12:30) | Ferraz 6         | (15–15)     | Hesham 7       | Jojogi Nemzeti Sportcsarnok, Tokió Játékvezetők: Nikolov, Nachevski (MKD) |
| 2021. július 24. 19:30 (12:30) | 5× 2×            | Jegyzőkönyv | 2× 1×          | Jojogi Nemzeti Sportcsarnok, Tokió Játékvezetők: Nikolov, Nachevski (MKD) |

| 2021. július 26. 19:30 (12:30) | Bahrein (BRN) | 25–26       | Portugália (POR) | Jojogi Nemzeti Sportcsarnok, Tokió Játékvezetők: Schulze, Tönnies (GER) |
| 2021. július 26. 19:30 (12:30) | Habib 8       | (15–14)     | Portela 6        | Jojogi Nemzeti Sportcsarnok, Tokió Játékvezetők: Schulze, Tönnies (GER) |
| 2021. július 26. 19:30 (12:30) | 4× 1×         | Jegyzőkönyv | 5× 1×            | Jojogi Nemzeti Sportcsarnok, Tokió Játékvezetők: Schulze, Tönnies (GER) |

| 2021. július 28. 11:00 (4:00) | Svédország (SWE) | 29–28       | Portugália (POR) | Jojogi Nemzeti Sportcsarnok, Tokió Játékvezetők: Raluy, Sabroso (ESP) |
| 2021. július 28. 11:00 (4:00) | Ekberg 9         | (14–14)     | három játékos 4  | Jojogi Nemzeti Sportcsarnok, Tokió Játékvezetők: Raluy, Sabroso (ESP) |
| 2021. július 28. 11:00 (4:00) | 2× 1×            | Jegyzőkönyv | 6× 1×            | Jojogi Nemzeti Sportcsarnok, Tokió Játékvezetők: Raluy, Sabroso (ESP) |

| 2021. július 30. 19:30 (12:30) | Portugália (POR) | 28–34       | Dánia (DEN) | Jojogi Nemzeti Sportcsarnok, Tokió Játékvezetők: Nachevski, Nikolov (MKD) |
| 2021. július 30. 19:30 (12:30) | Branquinho 4     | (19–20)     | M. Hansen 9 | Jojogi Nemzeti Sportcsarnok, Tokió Játékvezetők: Nachevski, Nikolov (MKD) |
| 2021. július 30. 19:30 (12:30) | 4× 1×            | Jegyzőkönyv | 3×          | Jojogi Nemzeti Sportcsarnok, Tokió Játékvezetők: Nachevski, Nikolov (MKD) |

| 2021. augusztus 1. 9:00 (2:00) | Portugália (POR) | 30–31       | Japán (JPN) | Jojogi Nemzeti Sportcsarnok, Tokió Játékvezetők: Brunner, Salah (SUI) |
| 2021. augusztus 1. 9:00 (2:00) | four players 4   | (14–16)     | R. Tokuda 6 | Jojogi Nemzeti Sportcsarnok, Tokió Játékvezetők: Brunner, Salah (SUI) |
| 2021. augusztus 1. 9:00 (2:00) | 4× 2×            | Jegyzőkönyv | 2× 2×       | Jojogi Nemzeti Sportcsarnok, Tokió Játékvezetők: Brunner, Salah (SUI) |

## Lovaglás

#### Díjlovaglás
| Versenyző                                       | Ló             | Versenyszám | Grand Prix | Grand Prix | Grand Prix Special | Grand Prix Special | Grand Prix Freestyle | Grand Prix Freestyle | Végeredmény | Végeredmény |
| Versenyző                                       | Ló             | Versenyszám | Pont       | Hely       | Pont               | Hely               | Technikai            | Művészi              | Pont        | Hely        |
| ----------------------------------------------- | -------------- | ----------- | ---------- | ---------- | ------------------ | ------------------ | -------------------- | -------------------- | ----------- | ----------- |
| Maria Caetano                                   | Fenix de Tineo | Egyéni      | 70.311     | 27         |                    |                    | kiesett              | kiesett              | kiesett     | kiesett     |
| João Miguel Torrão                              | Equador        | Egyéni      | 70.186     | 29         | kiesett            | kiesett            | kiesett              | kiesett              |             |             |
| Rodrigo Torres                                  | Fogoso         | Egyéni      | 72.624     | 17         | 74.143             | 83.743             | 78.943               | 16                   |             |             |
| Maria Caetano João Miguel Torrão Rodrigo Torres |                | Csapat      | 6862.5     | 7          | 6965.5             | 8                  |                      |                      | 6965.5      | 8           |

#### Díjugratás
| Versenyző     | Ló                | Versenyszám | Selejtező | Selejtező | Döntő | Döntő | Döntő |
| Versenyző     | Ló                | Versenyszám | Bünt.     | Hely.     | Bünt. | Idő   | Hely. |
| ------------- | ----------------- | ----------- | --------- | --------- | ----- | ----- | ----- |
| Luciana Diniz | Vertigo du Desert | Egyéni      | 0         | =1        | 4     | 84.69 | 10    |

## Sportlövészet
| Versenyző    | Versenyszám | Selejtező | Selejtező | Döntő   | Döntő   |
| Versenyző    | Versenyszám | Pont      | Hely      | Pont    | Hely    |
| ------------ | ----------- | --------- | --------- | ------- | ------- |
| João Azevedo | Férfi trap  | 120       | 20        | kiesett | kiesett |

## Taekwondo
| Versenyző    | Versenyszám   | Nyolcaddöntő         | Negyeddöntő | Elődöntő | Vígaszág | Bronz- mérkőzés | Döntő   | Hely    |
| ------------ | ------------- | -------------------- | ----------- | -------- | -------- | --------------- | ------- | ------- |
| Rui Bragança | Férfi légsúly | Vicente (ESP) · 9-24 | kiesett     | kiesett  | kiesett  | kiesett         | kiesett | kiesett |

## Tenisz
| Versenyző              | Versenyszám | 64-es főtábla              | 32-es főtábla                      | Nyolcaddöntő | Negyeddöntő | Elődöntő | Bronz- mérkőzés | Döntő   | Helyezés |
| ---------------------- | ----------- | -------------------------- | ---------------------------------- | ------------ | ----------- | -------- | --------------- | ------- | -------- |
| João Sousa             | Férfi egyes | Macháč (CZE) · 7-6;4-6;4-6 | kiesett                            | kiesett      | kiesett     | kiesett  | kiesett         | kiesett | kiesett  |
| Pedro Sousa            | Férfi egyes | Davidovich (ESP) · 3-6;0-6 | kiesett                            | kiesett      | kiesett     | kiesett  | kiesett         | kiesett | kiesett  |
| João Sousa Pedro Sousa | Férfi páros |                            | McLachlan/Nisikori (JPN) · 1-6;4-6 | kiesett      | kiesett     | kiesett  | kiesett         | kiesett | kiesett  |

## Torna
| Versenyző          | Versenyszám          | Selejtező | Selejtező | Döntő    | Döntő    |
| Versenyző          | Versenyszám          | Pontszám  | Helyezés  | Pontszám | Helyezés |
| ------------------ | -------------------- | --------- | --------- | -------- | -------- |
| Ana Filipa Martins | Női ugrás            | 13.466    | -         | kiesett  | kiesett  |
| Ana Filipa Martins | Női felemáskorlát    | 14.300    | 17        | kiesett  | kiesett  |
| Ana Filipa Martins | Női gerenda          | 11.866    | 69        | kiesett  | kiesett  |
| Ana Filipa Martins | Női talaj            | 12.666    | 46        | kiesett  | kiesett  |
| Ana Filipa Martins | Női egyéni összetett | 52.298    | 43        | kiesett  | kiesett  |

#### Trambulin
| Versenyző   | Versenyszám     | Selejtező | Selejtező | Döntő    | Döntő    |
| Versenyző   | Versenyszám     | Pontszám  | Helyezés  | Pontszám | Helyezés |
| ----------- | --------------- | --------- | --------- | -------- | -------- |
| Diogo Abreu | Férfi trambulin | 93.420    | 11        | kiesett  | kiesett  |

## Triatlon
| Versenyző      | Versenyszám | 1,5 km úszás | Depózás 1 | 43 km kerékpározás | Depózás 2 | 10 km futás | Összesítés | Összesítés |
| Versenyző      | Versenyszám | Idő          | Idő       | Idő                | Idő       | Idő         | Idő        | Helyezés   |
| -------------- | ----------- | ------------ | --------- | ------------------ | --------- | ----------- | ---------- | ---------- |
| João Pereira   | Férfi       | 17:56        | 0:38      | 56:31              | 0:31      | 32:27       | 1:48:03    | 27         |
| João Silva     | Férfi       | 17:55        | 0:41      | 56:30              | 0:31      | 31:53       | 1:47:30    | 23         |
| Melanie Santos | Női         | 19:32        | 0:41      | 1:05:07            | 0:33      | 36:13       | 2:02:06    | 22         |

## Úszás
Férfi
| Versenyző        | Versenyszám      | Előfutam | Előfutam | Előfutam | Elődöntő | Elődöntő | Elődöntő | Döntő     | Döntő    |
| Versenyző        | Versenyszám      | Idő      | Hely.    | Össz.    | Idő      | Hely.    | Össz.    | Idő       | Helyezés |
| ---------------- | ---------------- | -------- | -------- | -------- | -------- | -------- | -------- | --------- | -------- |
| Tiago Campos     | 10 km nyílt vízi |          |          |          |          |          |          | 1:59:42.0 | 23       |
| José Paulo Lopes | 800 m gyors      | 7:56.15  | 4.       | 23.      |          |          |          | kiesett   | kiesett  |
| José Paulo Lopes | 400 m vegyes     | 4:16.52  | 1.       | 20.      | kiesett  | kiesett  |          |           |          |
| Gabriel Lopes    | 200 m vegyes     | 1:58.56  | 7.       | 21.      | kiesett  | kiesett  | kiesett  | kiesett   | kiesett  |
| Alexis Santos    | 200 m vegyes     | 1:59.32  | 8.       | 28.      | kiesett  | kiesett  | kiesett  | kiesett   | kiesett  |
| Francisco Santos | 100 m hát        | 54.35    | 2.       | 28.      | kiesett  | kiesett  | kiesett  | kiesett   | kiesett  |
| Francisco Santos | 200 m hát        | 1:58.58  | 6.       | 22.      | kiesett  | kiesett  | kiesett  | kiesett   | kiesett  |

Női
| Versenyző      | Versenyszám      | Előfutam | Előfutam | Előfutam | Elődöntő | Elődöntő | Elődöntő | Döntő     | Döntő    |
| Versenyző      | Versenyszám      | Idő      | Hely.    | Össz.    | Idő      | Hely.    | Össz.    | Idő       | Helyezés |
| -------------- | ---------------- | -------- | -------- | -------- | -------- | -------- | -------- | --------- | -------- |
| Angélica André | 10 km nyílt vízi |          |          |          |          |          |          | 2:04:40.7 | 17       |
| Tamila Holub   | 800 m gyors      | 8:40.04  | 8.       | 25.      |          |          |          | kiesett   | kiesett  |
| Tamila Holub   | 1500 m gyors     | 16:25.16 | 5.       | 22.      | kiesett  | kiesett  |          |           |          |
| Diana Durães   | 1500 m gyors     | 16:29.15 | 6.       | 23.      | kiesett  | kiesett  |          |           |          |
| Ana Monteiro   | 200 m pillangó   | 2:11.45  | 5.       | 14.      | 2:09.82  | 5.       | 11.      | kiesett   | kiesett  |

## Vitorlázás
Férfi
| Versenyző               | Versenyszám | Futam | Futam | Futam | Futam | Futam | Futam | Futam | Futam | Futam | Futam | Futam | Futam | Futam   | Pontszám | Helyezés |
| Versenyző               | Versenyszám | 1     | 2     | 3     | 4     | 5     | 6     | 7     | 8     | 9     | 10    | 11    | 12    | É       | Pontszám | Helyezés |
| ----------------------- | ----------- | ----- | ----- | ----- | ----- | ----- | ----- | ----- | ----- | ----- | ----- | ----- | ----- | ------- | -------- | -------- |
| Diogo Costa Pedro Costa | 470         | 13    | 10    | 15    | 14    | 1     | 13    | 10    | 16    | 12    | 17    |       |       | kiesett | 104      | 15       |
| José Costa Jorge Lima   | 49er        | 11    | 6     | 9     | 6     | 5     | 20    | 5     | 10    | 1     | 11    | 4     | 4     | OCS     | 94       | 7        |

Női
| Versenyző     | Versenyszám  | Futam | Futam | Futam | Futam | Futam | Futam | Futam | Futam | Futam | Futam | Futam   | Pontszám | Helyezés |
| Versenyző     | Versenyszám  | 1     | 2     | 3     | 4     | 5     | 6     | 7     | 8     | 9     | 10    | É       | Pontszám | Helyezés |
| ------------- | ------------ | ----- | ----- | ----- | ----- | ----- | ----- | ----- | ----- | ----- | ----- | ------- | -------- | -------- |
| Carolina João | Laser radial | 32    | 34    | 28    | 30    | 36    | 13    | 26    | 31    | 21    | 14    | kiesett | 229      | 34       |